# 鬼口水

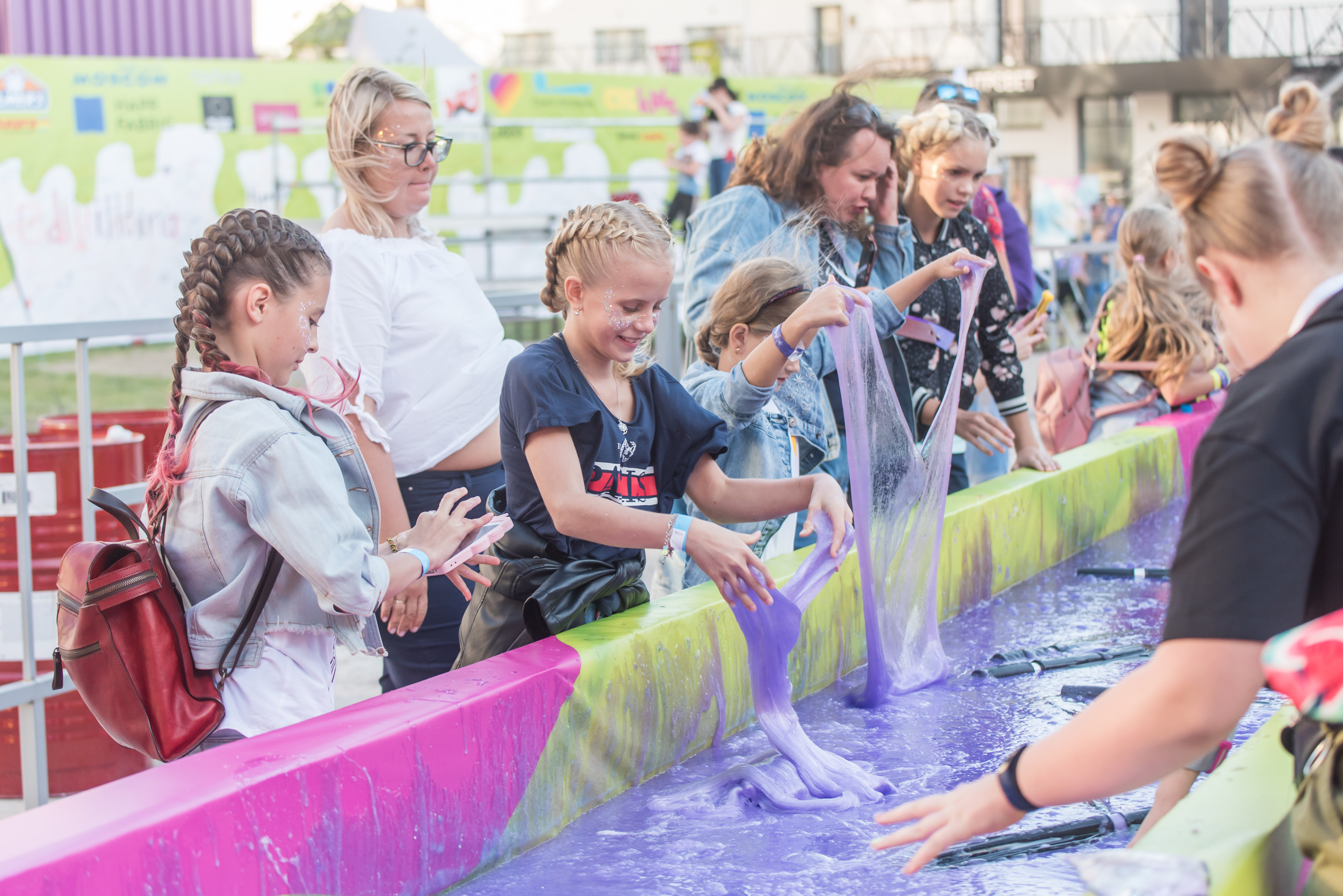
一群正在玩史莱姆的孩子

史莱姆

史萊姆，又稱鬼口水、slime 、鼻涕胶、水晶泥、拉伸泥，是一款由製造，以硼砂、白膠漿混合而成的果凍狀玩具，並於塑膠桶中包裝出售，為美泰兒公司於1976年冬季推出之產品。 最簡易製造方法是用膠水加硼砂混合而成。
史萊姆成份中含有硼砂，一旦兒童誤食，可能中毒甚至死亡，所以有很多家長擔心這類玩具的危险性，因此将史萊姆远离8岁以下的的小孩。但只要不吞食就不會发生任何危险。亦有機構聲稱史萊姆可能影響生殖能力，但無任何科學證據支持。
其實以白膠或透明膠水混，刮鬍泡，小蘇打粉和隱形眼鏡沖洗保養液充分混和後也可取代以硼砂製作的史萊姆。

## 外部連結
- 中小學生潮玩鬼口水slime 成份含硼砂濃度太高易感染 （页面存档备份，存于） 香港《蘋果日報》
- 信同學將硼沙當糖粉吃 新竹童吐血入院 （页面存档备份，存于） 東網
- http://www.chymist.com/guar%20gum%20slime.pdf （页面存档备份，存于）